# Cryptotendipes pffugfelderi
Cryptotendipes pffugfelderi är en tvåvingeart som beskrevs av Reiss 1964. Cryptotendipes pffugfelderi ingår i släktet Cryptotendipes och familjen fjädermyggor. Inga underarter finns listade i Catalogue of Life.